# Paratoxodera marshallae
Paratoxodera marshallae är en bönsyrseart som beskrevs av Roger Roy 2009. Paratoxodera marshallae ingår i släktet Paratoxodera och familjen Toxoderidae. Inga underarter finns listade i Catalogue of Life.